# 水見稜
水見 稜（みずみ りょう、1957年6月30日 -）は日本のSF作家、評論家。

## 経歴・人物
茨城県日立市出身。茨城県勝田市で育つ。高校時代は漫画研究会に所属していたという。また同時期には、伊沢昭夫名義で、筒井康隆主宰のSF同人誌『ネオ・ヌル』にも参加していた。
早稲田大学第一文学部社会学科卒業。大学在学中はワセダミステリクラブに所属。1980年、在学中の23歳に投稿した「夢魔のふる夜」が、第6回ハヤカワ・SFコンテストで最終候補作となり、《参考作》に選出された（同期に大原まり子、火浦功がいる）。翌1981年、SF専門誌『S-Fマガジン』3月号に「オーガニック・スープ」が掲載され、商業誌にデビューした。大学卒業後は出版社に勤務し、現在に至る。
また、デビュー後は伊沢昭名義で『S-Fマガジン』の書籍レビュー、文庫の解説等を執筆していた。1989年以降、2019年までの約30年間に商業出版での新作発表が無かったが、日本戦後SFの第三世代 (1978年 - 1984年にデビュー) を代表する作家の一人として記憶されている。

## 作品

### 単行本
- 夢魔のふる夜  (早川書房 新鋭書下ろしSFノヴェルズ 1983年1月)
- マインド・イーター  (ハヤカワ文庫JA 1984年10月)
- 不在の惑星  (新潮文庫 1985年10月)
- 二重戦士のさだめ―回廊世界シリーズ 1  (ハヤカワ文庫JA 1986年4月)
- 夢魔のふる夜  (ハヤカワ文庫JA 1986年9月)
- 星の導師  (新潮文庫 1986年10月)
- エッダ回廊―回廊世界シリーズ 2  (ハヤカワ文庫JA 1987年12月)
- 食卓に愛を  (ハヤカワ文庫JA 1989年1月)
- マインド・イーター [完全版]  (創元SF文庫 2011年11月)

### 共著・寄稿アンソロジー等
- 地球物語（大原まり子・火浦功との共著。アニメ『地球物語 テレパス2500』原作、ハヤカワ文庫JA 1982年5月）
- S-Fマガジン・セレクション 1981 (早川書房編集部/編、ハヤカワ文庫JA 1983年4月) - 「ジギー・スターダスト」所収
- S-Fマガジン・セレクション 1982 (早川書房編集部/編、ハヤカワ文庫JA 1984年1月) - 「野生の夢」所収
- 愛してるかいSF 対談集 (みき書房 1985年5月) - 「ぼくたち、あたしたちのSF」(対談) 収録
- S-Fマガジン・セレクション 1984 (早川書房編集部/編、ハヤカワ文庫JA 1985年6月) - 「マーシェンカ」所収
- ユリイカ 第17巻第8号(通算225号) (青土社 1985年8月) - 「われ発見せり 話し言葉に裏切られる」寄稿
- S-Fマガジン・セレクション 1985 (早川書房編集部/編、ハヤカワ文庫JA 1986年7月) - 「食卓に愛を」所収
- S-Fマガジン・セレクション 1986 (早川書房編集部/編、ハヤカワ文庫JA 1987年5月) - 「市庁舎の幽霊」所収
- S-Fマガジン・セレクション 1987 (早川書房編集部/編、ハヤカワ文庫JA 1988年6月) - 「パティの出てくる日」所収
- 題名募集中! (上巻) (早川書房編集部/編、ハヤカワ文庫JA 1989年11月)) - リレーエッセー集
- 日本SF全集 第三巻 (日下三蔵/編、出版芸術社 2013年12月30日) - 「オーガニック・スープ」所収
- Genesis 白昼夢通信 創元日本SFアンソロジー2 (東京創元社 2019年12月) - 「調律師」所収
- Genesis この光が落ちないように 創元日本SFアンソロジー5 (東京創元社 2022年9月) - 「星から来た宴」所収

#### 同人誌
- ここがソノラマなら、きみはコバルト (ブラックシープ2D & VELVETSUN PRODUCTS 2014年11月24日) - 「黒羊号の上昇と下降――そして異星で遭遇した音の群れ」寄稿
- 小説4集〜Phoenix外伝（ワセダミステリクラブ60周年記念書き下ろし小説集、2018年2月） - 「アルモニカ」寄稿
  - 『年刊日本SF傑作選 おうむの夢と操り人形』（大森望、日下三蔵編、創元SF文庫、2019年8月）に再録された。